# Ассман, Сара
Сара М. Ассман (англ. Sarah M. Assmann) — американский биолог, известная своими исследованиями растений и передачи сигналов. Она является избранным членом Американской ассоциации содействия развитию науки. 

## Образование и карьера
Степень бакалавра Ассман получила в колледже Уильямса (1980 г.). В 1986 году она получила докторскую степень в Стэнфордском университете. Получив докторскую степень, она работала постдоком в Калифорнийском университете в Риверсайде, пока в 1987 году не присоединилась к преподавательскому составу Гарвардского университета. В 1993 году она переехала в Университет штата Пенсильвания, а в 1997 году получила звание профессора. В 2002 году Ассман была назначена профессором биологии имени Уоллера в Университете штата Пенсильвания. В 2009 году она была избрана членом Американской ассоциации содействия развитию науки, а с 2009 по 2010 год занимала пост президента Американского общества биологов растений.

## Избранные публикации
- Wang, X.-Q. (15 июня 2001). G Protein Regulation of Ion Channels and Abscisic Acid Signaling in Arabidopsis Guard Cells. Science. 292 (5524): 2070–2072. doi:10.1126/science.1059046. PMID 11408655. S2CID 1453453.
- Ding, Yiliang; Tang, Yin; Kwok, Chun Kit; Zhang, Yu; Bevilacqua, Philip C.; Assmann, Sarah M. (30 января 2014). In vivo genome-wide profiling of RNA secondary structure reveals novel regulatory features. Nature (англ.). 505 (7485): 696–700. doi:10.1038/nature12756. ISSN 0028-0836. PMID 24270811. S2CID 205236375.
- Shimazaki, Ken-ichiro; Doi, Michio; Assmann, Sarah M.; Kinoshita, Toshinori (2007). Light Regulation of Stomatal Movement. Annual Review of Plant Biology (англ.). 58 (1): 219–247. doi:10.1146/annurev.arplant.57.032905.105434. ISSN 1543-5008. PMID 17209798.